# Bildeiche bei Albertshausen

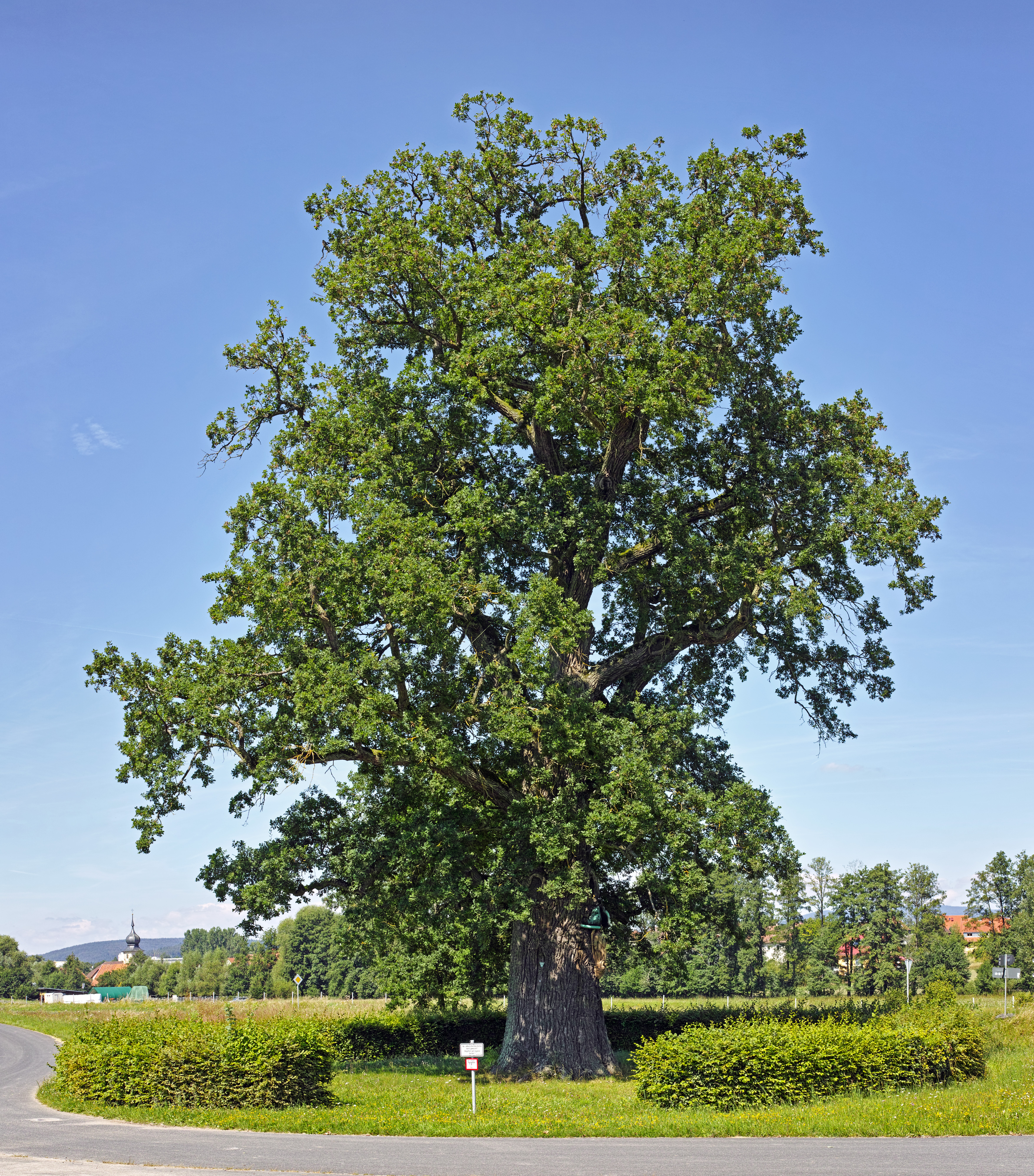
Bildeiche von Süden betrachtet

Die Bildeiche bei Albertshausen (auch Michaelseiche genannt) ist ein Naturdenkmal, etwa 500 Meter südöstlich von Albertshausen, einem Ortsteil von Bad Kissingen, auf etwa 300 Meter Höhe über Normalnull. Die Stieleiche (Quercus robur) wird von einer Hainbuchenhecke umrahmt und befindet sich unmittelbar neben dem Autobahnzubringer von Bad Kissingen zur Bundesautobahn 7. Sie ist Eigentum der Stadt Bad Kissingen. Das Deutsche Baumarchiv zählt die Eiche zu den national bedeutsamen Bäumen (NBB), wobei der Stammumfang in einem Meter Höhe als wichtigstes Auswahlkriterium dient.

## Geschichte

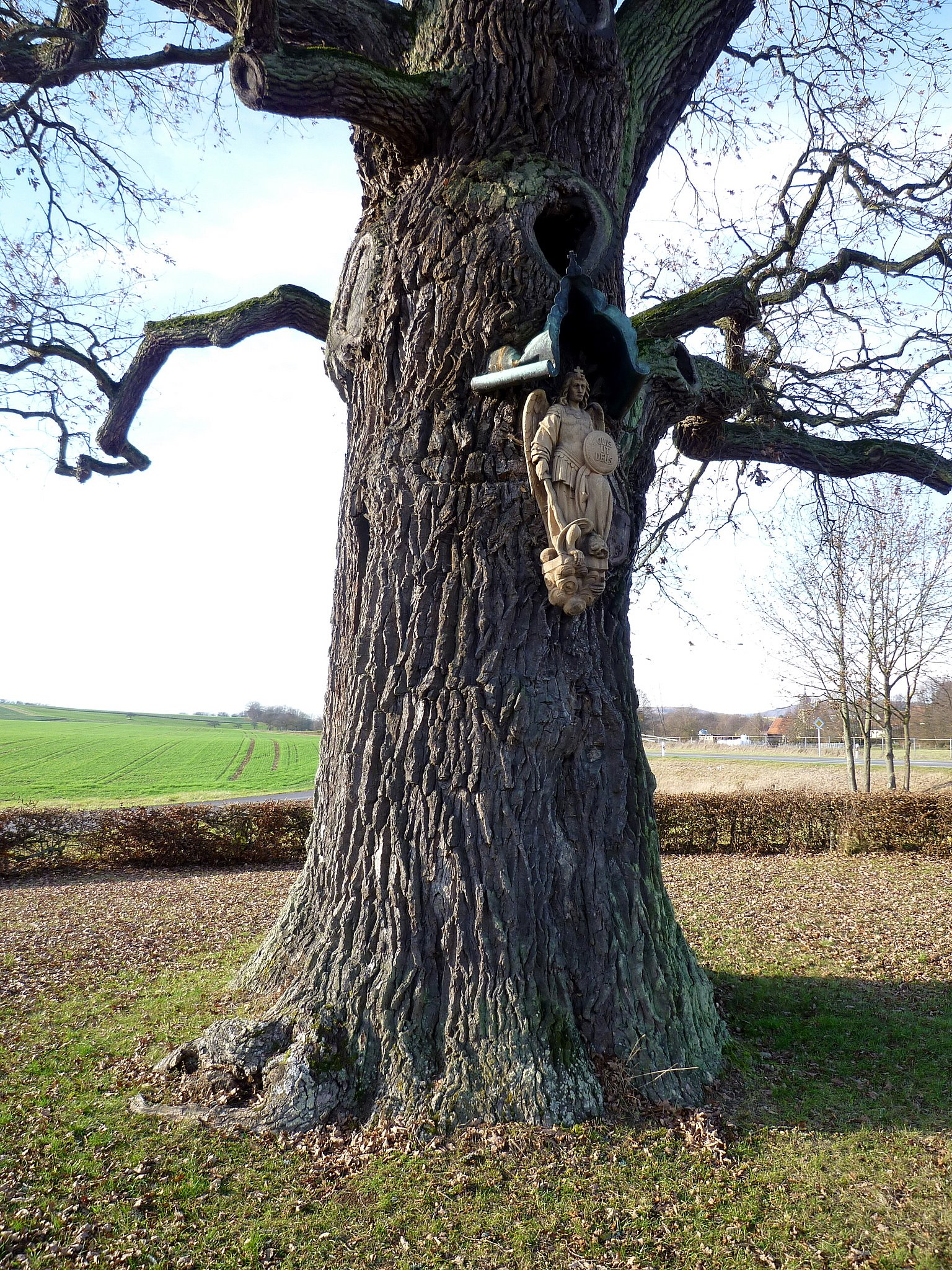
Stammansicht mit Erzengel Michael

Die Eiche stand zunächst im Waldbereich. Um 1810 wurde die Waldabteilung um die Bildeiche gerodet, um eine landwirtschaftliche Nutzfläche zu gewinnen. Während der Rodungsarbeiten stieß man auf die schon damals starke Eiche und schonte sie. Von da an stand die Bildeiche frei in offener Feldflur. Heute schließt sich der Waldbereich 300 Meter südlich an. Der Solitärbaum diente als Treffpunkt und Orientierungsmarke. Der Name Bildeiche geht auf ein Marienbild zurück, das die gläubige Bevölkerung damals an dem Baum anbrachte. Mit den Jahren soll diese Figur von Rinde und Splintholz eingeschlossen worden sein. Heute ist davon nichts mehr zu sehen.

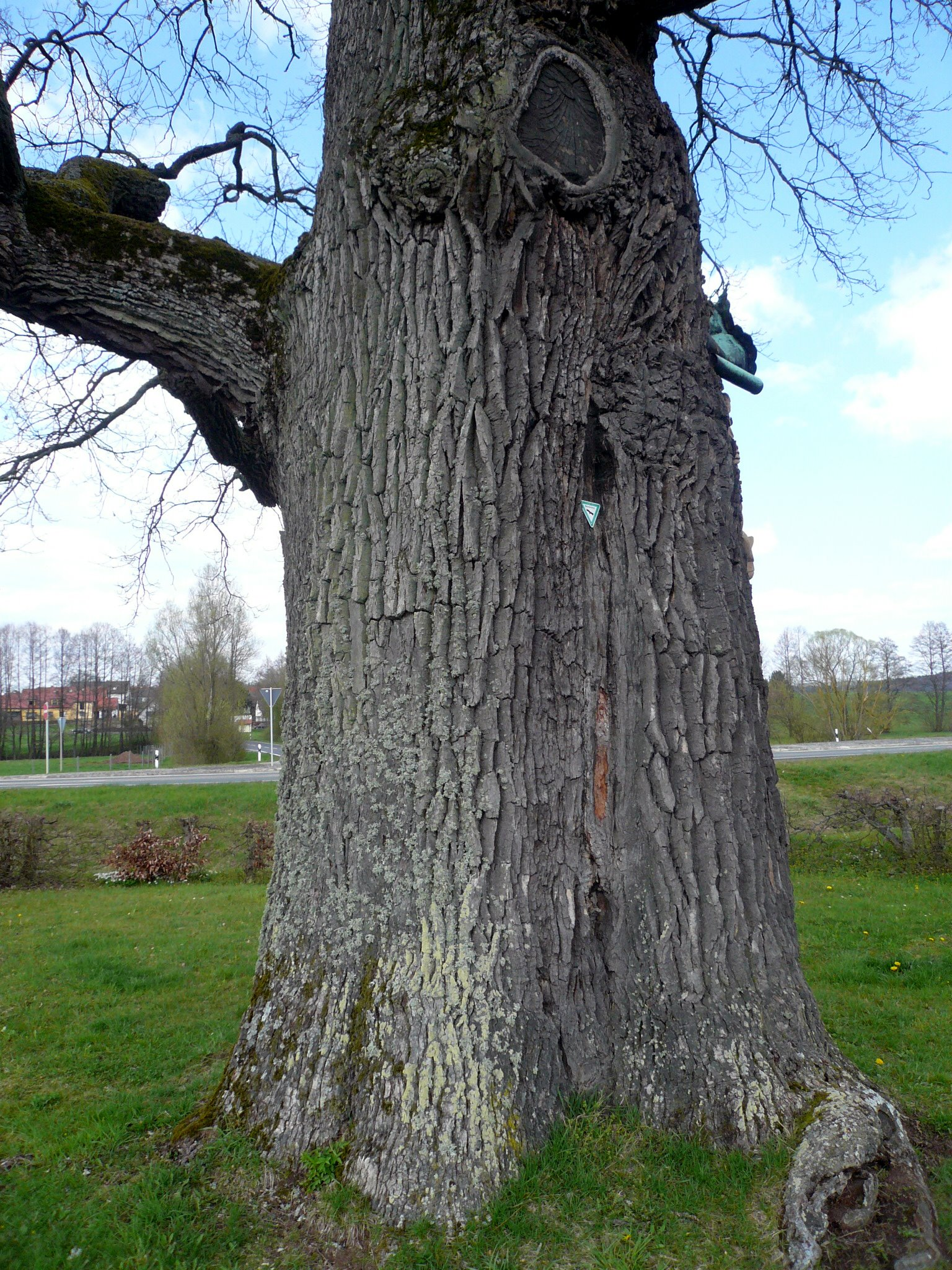
Ansicht von Süden

Der Ökonomierat Carl Steinbach aus Bad Kissingen, der damals Jagdpächter von Albertshausen war, ließ 1933 die noch heute vorhandene Figur des Erzengels Michael von dem Bildhauer Josef Kirchner aus Hausen anfertigen und an der Ostseite des Stammes in etwa 2,5 Meter Höhe anbringen.
Eine Plakette am Stamm trägt die Inschrift:
| Gestiftet von Carl u. Amalie Steinbach Bad Kissingen 1933 Gefertigt von Josef Kirchner Bildhauer Bad Kissingen |

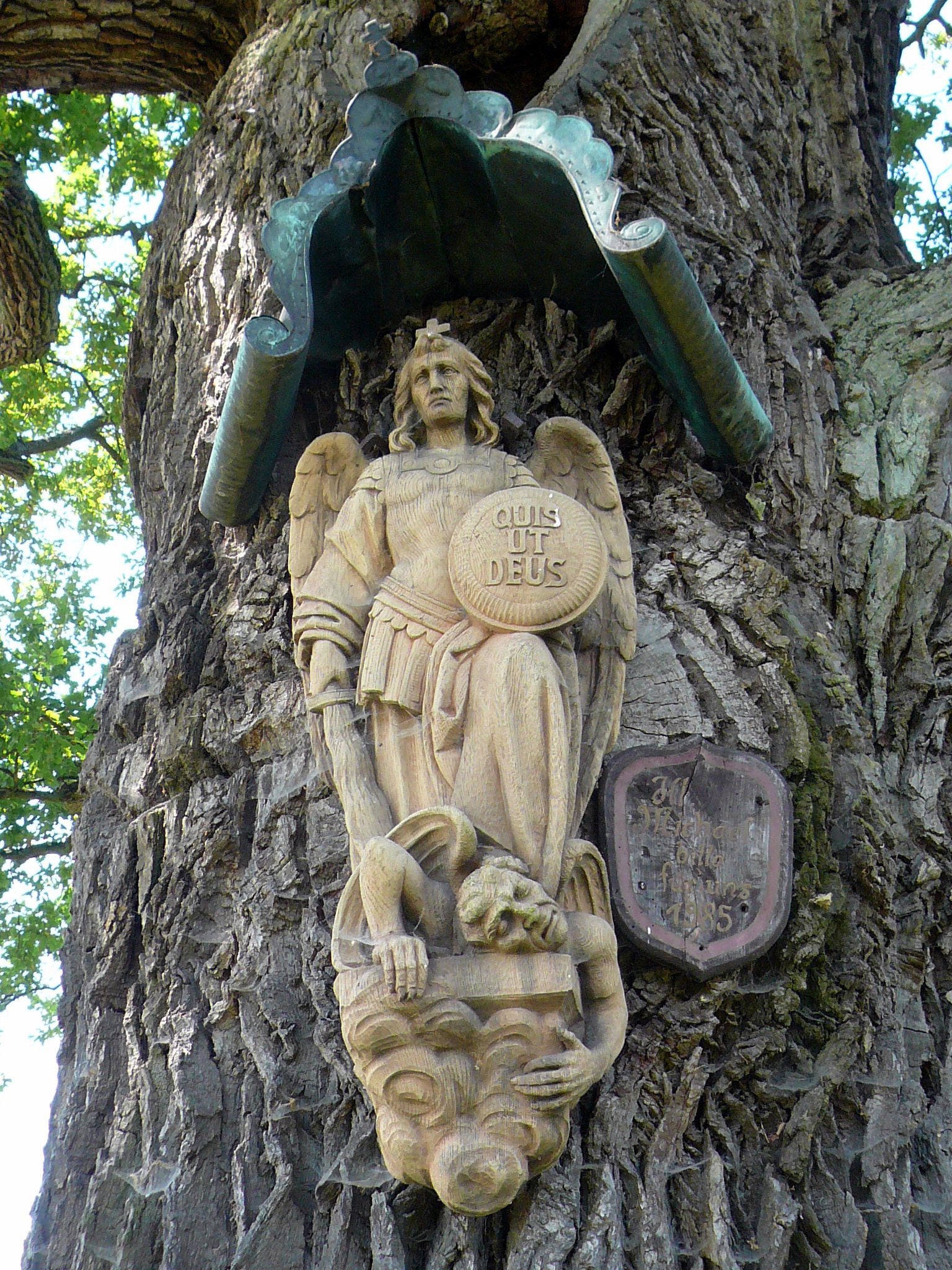
Erzengel Michael

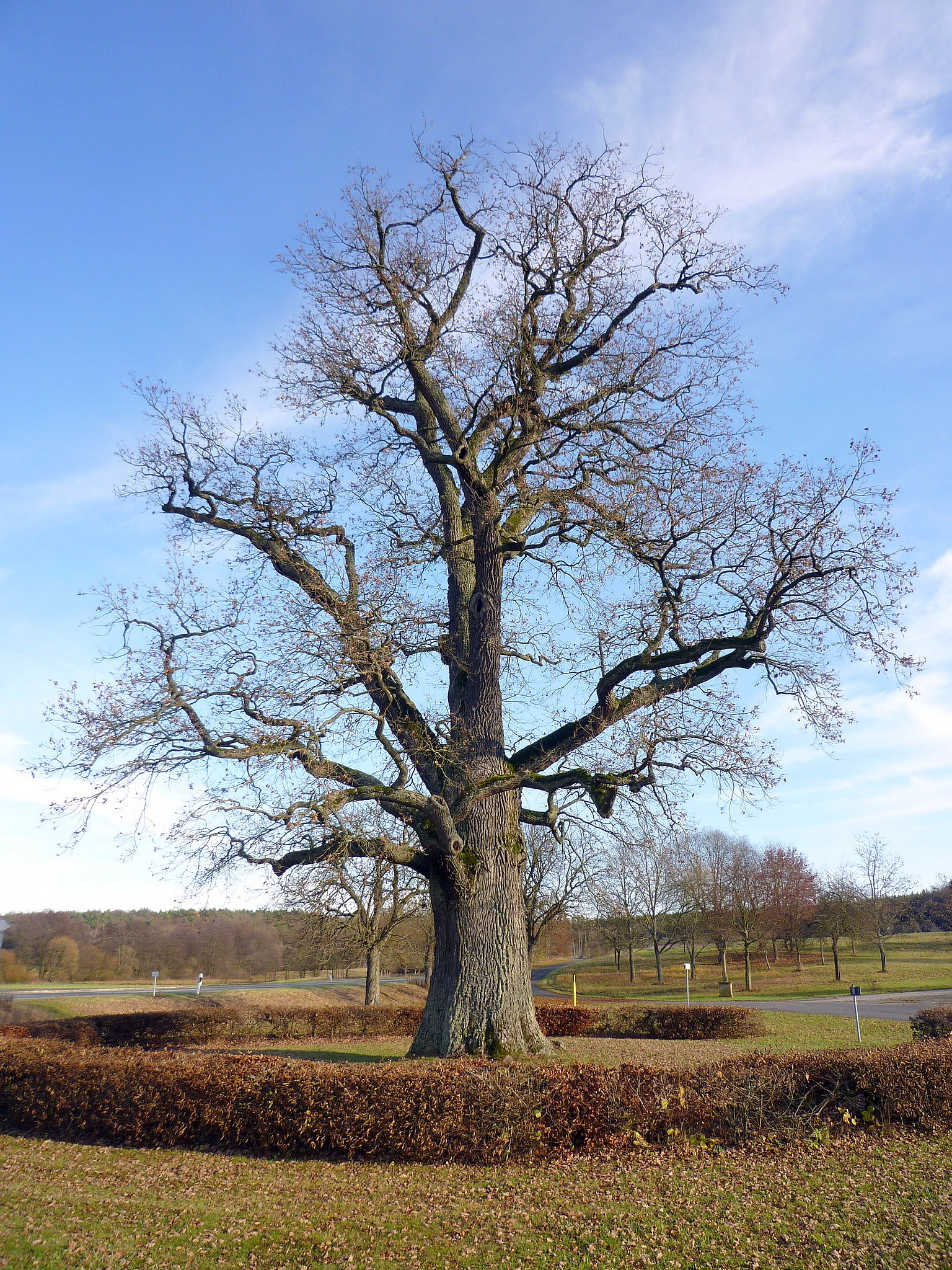
Ansicht von Westen

Während einer Kirchenprozession wurde die Statue feierlich eingesegnet. Sie wurde vor vielen Jahren gestohlen und später bei Fulda wieder aufgefunden. Die Figur befindet sich heute in der Albertshäusener Pfarrkirche St. Michael, an der Eiche wurde eine Kopie angebracht. Nach dem Diebstahl des Erzengels kam zeitweise der Name Michaelseiche auf, der sich jedoch nicht durchsetzte. An der Engelsfigur ist ein Panier mit der lateinischen Inschrift QUIS UT DEUS angebracht. Der Name Michael stammt aus dem Hebräischen und bedeutet Wer ist wie Gott?, oder lateinisch Quis ut deus?.
Der Stifter ließ neben der Heiligenfigur eine Tafel, die heute nicht mehr vorhanden ist, mit folgender Inschrift anbringen:
| St. Michael Dein Panier sei Allzeits Deutschlands Schutz und Zier |

Neben der Heiligenfigur befindet sich eine Tafel von 1985 mit folgender Inschrift:
| Hl. Michael bete für uns 1985 |

Die Eiche wurde zweimal, 1935 und 1987, unter Naturschutz gestellt. Sie ist bei der Unteren Naturschutzbehörde des Landkreises Bad Kissingen mit der Nummer 672-N/027 und der Bezeichnung Bildeiche gelistet. Sie ist seit dem 11. Februar 1935 nach dem Reichsnaturschutzgesetz (RNG) per Verordnung als Naturdenkmal ausgewiesen.
Im Juli 1955 diente die Bildeiche bei Albertshausen für mehrere Szenen als Drehort für den von Hans Deppe inszenierten Heimatfilm "Sohn ohne Heimat".
Im Zuge des Baues der Bundesautobahn 7 von Bad Hersfeld nach Würzburg von 1965 bis 1968 wurden direkt neben der Eiche die Umgehungsstraße von Albertshausen, die als Autobahnzubringer von Bad Kissingen dient, und eine Abfahrt zum Ort hin gebaut. Am 2. März 1987 wurde die Eiche durch Verordnung nach dem Bayerischen Naturschutzgesetz (BayNatSchG) ein zweites Mal als Naturdenkmal ausgewiesen. Im Juni 2003 brach ein starker Seitenast aus. Die Firma Dill überprüfte im November 2003 die Kronensicherung, kürzte die Krone geringfügig ein und entfernte das Totholz.

## Beschreibung

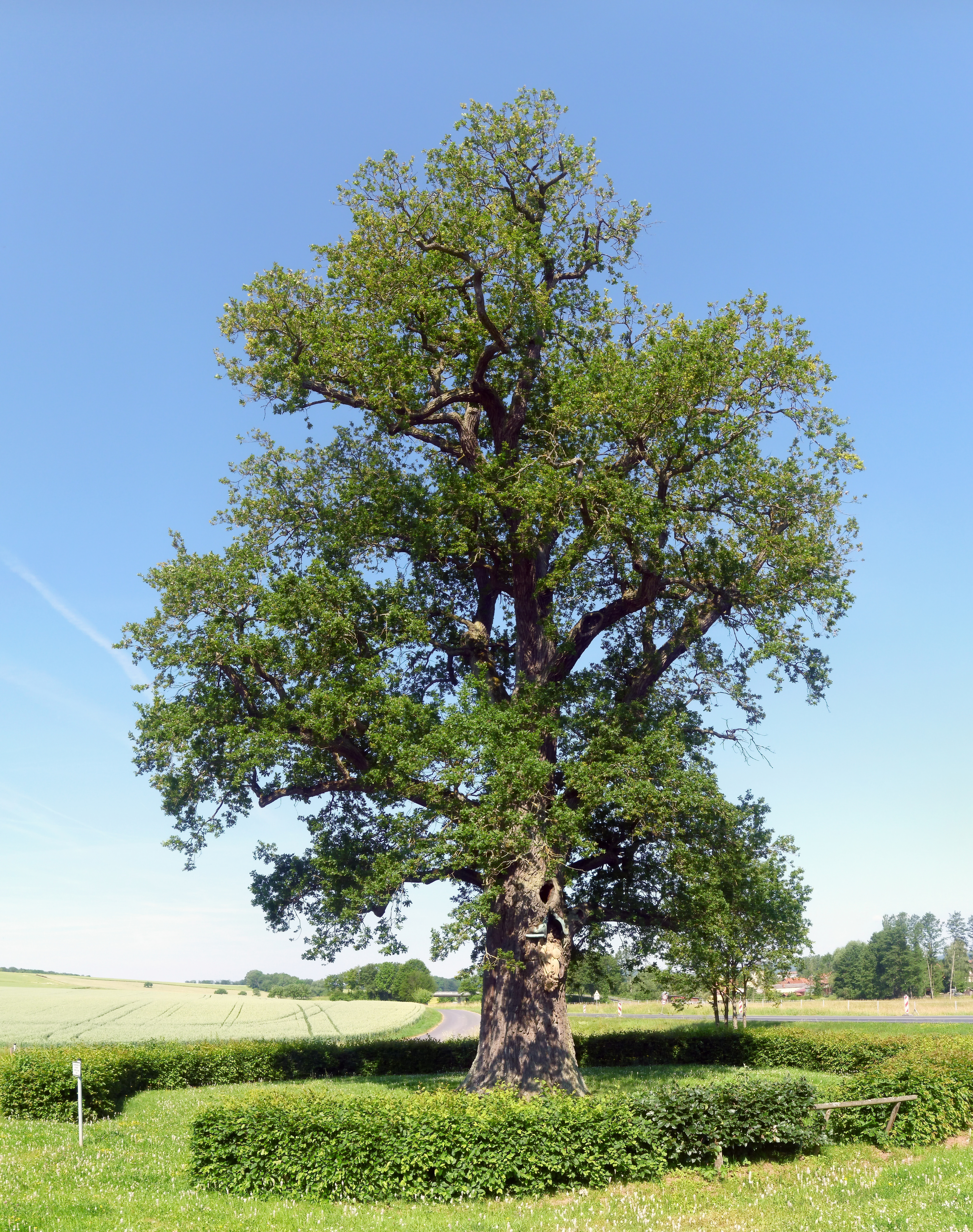
Bildeiche von Osten aus betrachtet

Der Stamm beginnt am Boden breit und wuchtig und verjüngt sich nach oben. Er ist völlig hohl und hat nach Norden hin eine schmale, etwa 2,5 Meter hohe Öffnung. Das morsche und pilzbefallene Holz im Stamm wurde bei einer Baumpflegemaßnahme entfernt. Anschließend wurde der Stamm gedechselt, der Rest geglättet und die Oberfläche mit pilztötenden Mitteln behandelt. Die Öffnung wurde danach mit einem engmaschigen Drahtgeflecht verschlossen. Die Borke ist bis zu zehn Zentimeter tief gefurcht und steht brettartig hervor. Die ungewöhnlich tiefen Rillen in der Rinde ziehen sich bis zur Spitze der Krone hoch, wie es nur bei sehr wenigen Eichen zu beobachten ist. Dies gilt als Zeichen für ein hohes Alter. Bis in etwa sechs Meter Höhe ist der Stamm astfrei. Die untersten Äste sind ausgebrochen; die Krone wirkt deshalb im unteren Teil asymmetrisch. Sie hat derzeit einen Durchmesser von etwa 19 und eine Höhe von 24 Metern. Die Vitalität der Eiche ist gut.

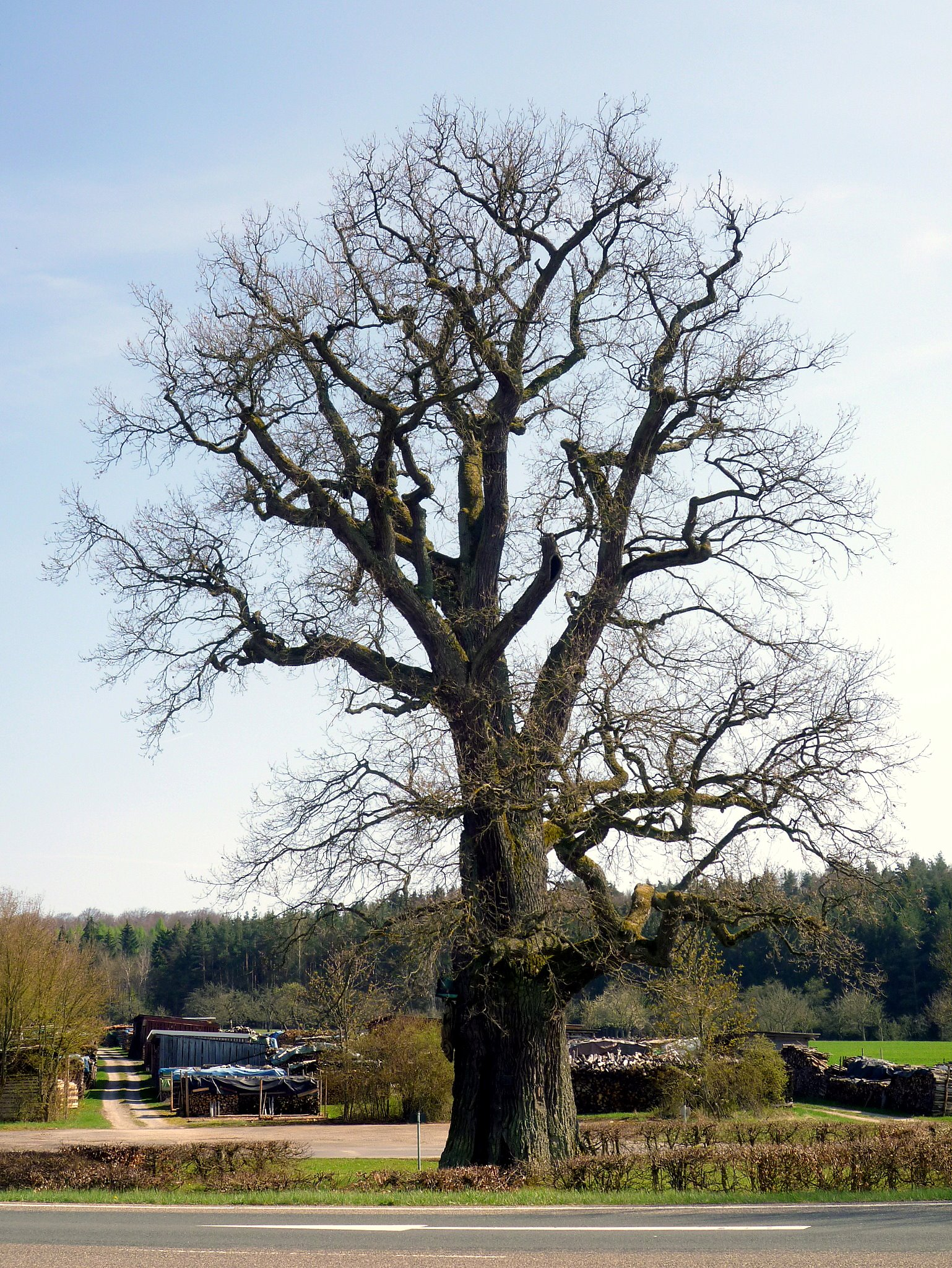
Ansicht von Norden

1990 hatte der Stamm bei einer Höhe von 24 Metern und einem Kronendurchmesser von 20 Metern in 1,3 Meter Höhe einen Umfang von 7,35 Metern. Im Jahr 2001 maß der Umfang des Stammes an der Stelle seines geringsten Durchmessers (Taille) 6,97 Meter und im Jahre 2008 in einem Meter Höhe 7,96 Meter. Gegenwärtig hat der Stamm auf 1,3 Meter, der Höhe des sogenannten Brusthöhendurchmessers (BHD), einen Umfang von 7,80 Metern. Die Eiche zählt damit zu den stärksten in Bayern. Messungen im Jahre 2011 an der Stelle des geringsten Umfanges, in etwa 2,5 Meter Höhe, ergaben 7,00 Meter. 1991 waren es an gleicher Stelle noch 6,66 Meter. Eine Zunahme des Umfangs von 34 Zentimetern in 20 Jahren ergibt pro Jahr 1,7 Zentimeter. Dies entspricht in etwa dem Durchschnitt der meisten dieser Art mit vergleichbarer Größe, deren jährliche Umfangszunahme bei etwa 1,8 bis 2 Zentimetern liegt.
Das Alter der Eiche wird in der Literatur unterschiedlich angegeben. Die Untere Naturschutzbehörde schätzt es auf etwa 380 Jahre. Der Forstwissenschaftler Hans Joachim Fröhlich nahm 1990 ein Alter von 700 bis 800 Jahren an. Das Deutsche Baumarchiv gab 2009 350 bis 600 Jahre an. Messungen der letzten 20 Jahre ergaben eine jährliche Umfangszunahme von etwa zwei Zentimetern, was auf ein Alter von etwa 350 bis 400 Jahren hindeutet, vorausgesetzt, dass die Eiche in ihrer Jugend durch ungünstige Bedingungen nicht langsamer wuchs als in den letzten 20 Jahren.